# Rey de Suecia
El rey de Suecia (Sveriges Konung) es la cabeza de la monarquía del Reino de Suecia, la cual es hereditaria y constitucional a través de un sistema parlamentario. Suecia originalmente se gobernaba bajo una monarquía electiva hasta la llegada de Gustavo Vasa en el siglo XVI, cuando pasó a ser hereditaria.
Actualmente Suecia es una democracia representativa en un sistema parlamentario basado en la soberanía popular, como se define en el Instrumento de Gobierno (una de las cuatro leyes fundamentales que componen la actual Constitución de Suecia). El monarca actual, Carlos XVI Gustavo, ha reinado desde el 15 de septiembre de 1973. Él y su familia inmediata se comprometen a participar en diversos actos oficiales, ceremoniales y de representación de sus funciones constitucionales. El monarca tiene un papel en gran parte ceremonial, aunque oficialmente es el jefe de Estado y tiene el más alto cargo público de Suecia y el más alto rango militar y social. La Ley de Sucesión de 1810 designa a la Casa de Bernadotte como la casa real sueca y además, el rey (y por tanto implícitamente cualquier regente) debe ser un luterano.
El soberano sueco es el que menos poder y responsabilidades tiene de toda la realeza de Europa, siendo su papel prácticamente protocolario y simbólico.

## Historia
En el siglo I, Tácito escribió que los Suiones tenían un rey, pero no existen más fuentes al respecto. Se han encontrado muy pocas piedras rúnicas que mencionen reyes medievales: Gs 11 (Emund el Viejo), U 11 (Haakon el Rojo) y U 861 (Blot-Sven), todos del siglo XI. El rey era elegido tradicionalmente en la Piedra de Mora, y el pueblo tenía el derecho de elegirlo y deponerlo. Las piedras, sin embargo, se destruyeron en el siglo XVI.
Las únicas obras que abarcan los inicios del reino son las sagas nórdicas, históricamente controvertidas ya que su realidad es difícilmente demostrable. En el siglo XVI, Johannes Magnus escribió una lista de reyes que se remontaban a tiempos bíblicos, empezando con Magog. Erico XIV y su Carlos IX adoptaron sus numerales de acuerdo a esta lista ficticia, la cual incluía seis Ericos y seis Carlos. De cualquier forma, todos los gobernantes previos a Erico el Victorioso (c. 970-995) son considerados como legendarios, razón por la cual la página oficial de la Corte Real de Suecia lo lista como el primer rey de Suecia.
La corona ha sido hereditaria desde 1544, tras la muerte de Gustavo Vasa. La actual dinastía, la Casa de Bernadotte, fue establecida durante las guerras napoleónicas a través de la Constitución de Suecia de 1809 y la Ley de Sucesión de 1810, en una revolución sin derramamiento de sangre después de que la actual Finlandia, la mitad oriental del Reino, se perdiera en favor del Imperio ruso. El siglo XIX, la Constitución divide los poderes del gobierno entre el Parlamento de Suecia y el monarca. Con el avance del parlamentarismo, los poderes del rey se redujeron considerablemente, y se convirtió en un monarca constitucional con una autoridad política limitada.

El estandarte real.

Pendón personal de S. M. el rey de Suecia.

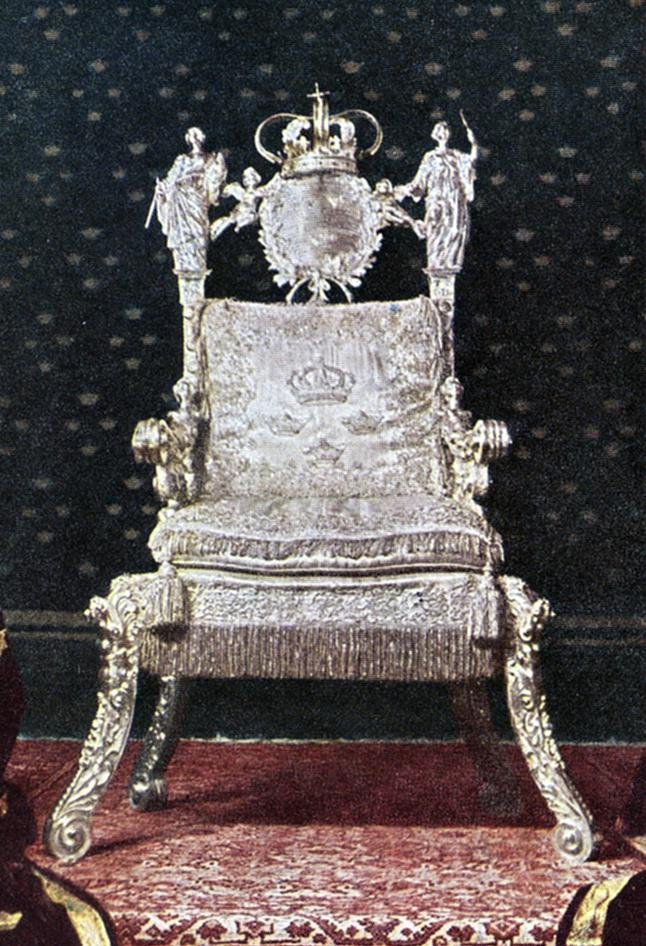
El Trono de Plata, asiento real desde 1650.

## Título completo
El título tradicional del monarca sueco era "Por la Gracia de Dios, rey de los suecos, godos y wendos": med Guds Nåde Sveriges, Götes och Wendes Konung). En latín el término "wendos" era reemplazado por "vándalos": Dei Gratia Suecorum, Gothorum et Vandalorum Rex. Desde el siglo XVI también se usó el título de "gran príncipe / duque de Finlandia" (Magnus princeps / dux Finlandiae). Al subir al trono, sin embargo, Carlos XVI Gustavo decidió titularse solo como "Rey de Suecia" (Sveriges konung).

## Jefe de Estado
En 1974 un nuevo Instrumento de Gobierno fue promulgado como parte de la Constitución de Suecia, que abolió el Consejo Privado como la institución gubernamental y despojó al monarca de prácticamente todos los poderes formales, mientras que todavía retuvo el de jefe de Estado. Muchas de las anteriores funciones políticas del rey fueron trasladadas al presidente del Parlamento, llamado Riksdag. El monarca ya no preside el Consejo de Estado. El rey también preside el Comité de Asuntos Exteriores (Utrikesnämnden), unos organismos que sirven para informar oficialmente al jefe de Estado y los líderes de la oposición de los asuntos de gobierno. Los proyectos de ley aprobados en el parlamento se convierten en ley sin tener que adquirir el asentimiento real. Así, en Suecia, a diferencia de la mayoría de las monarquías constitucionales, el monarca ya no es siquiera el que firma las leyes de manera nominal.[cita requerida]
Una reforma constitucional más reciente ha cambiado las reglas para la sucesión en la primogenitura de manera igualitaria en cuanto al sexo. Esto permitirá que la corona pase al hijo mayor, independientemente del sexo y, por tanto, ha instalado a la princesa Victoria como heredera indiscutible por encima de su hermano menor, el príncipe Carlos Felipe.[cita requerida]

## Familia Real

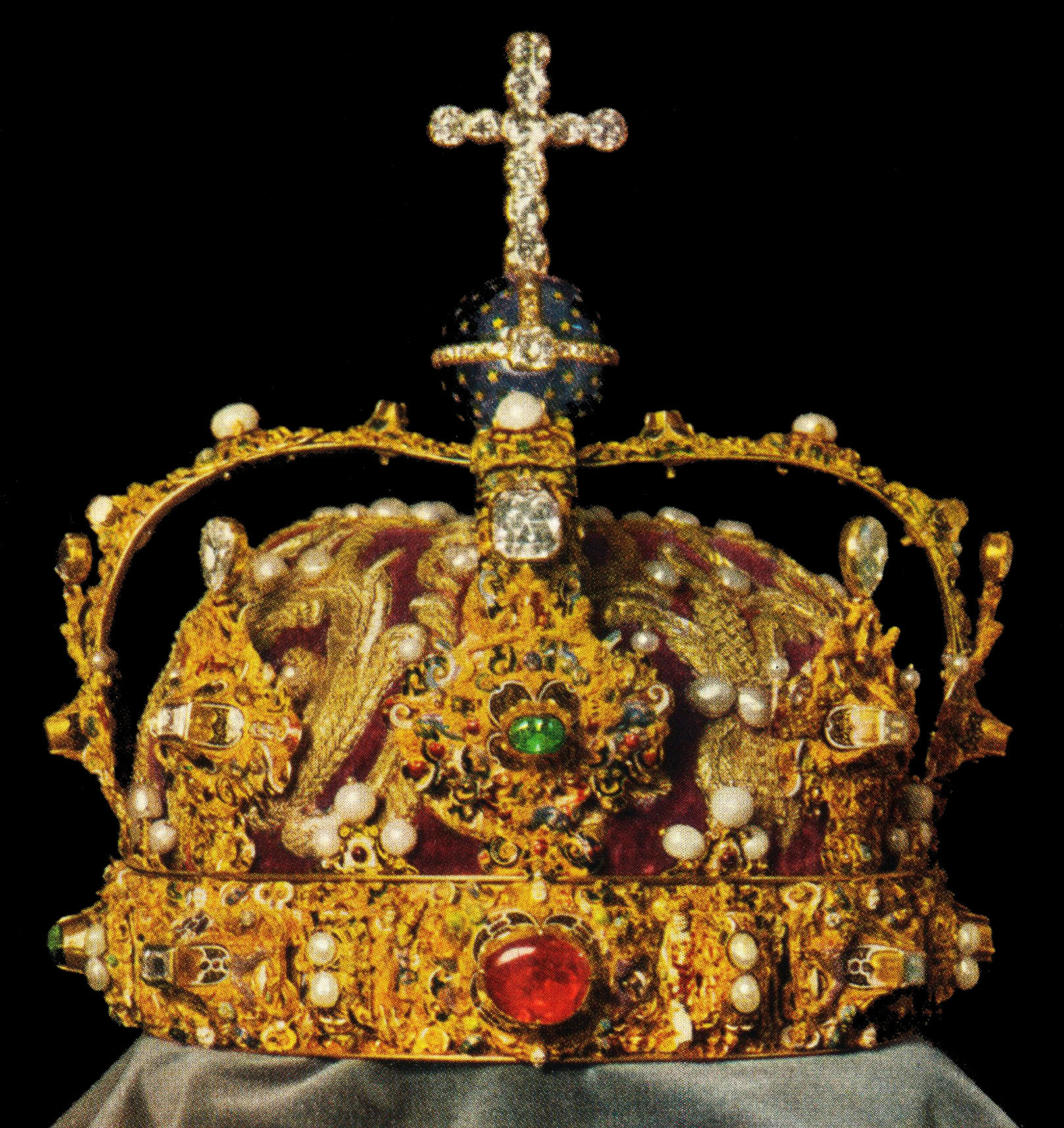
Corona Real de Suecia.

Según el Gobierno sueco, la Familia Real incluye a las siguientes personas:
- El monarca y su cónyuge:
  - Su majestad el rey Carlos XVI Gustavo (desde el 15 de septiembre de 1973), nacido el 30 de abril de 1946.
  - Su majestad la reina Silvia (desde el 19 de junio de 1976), nacida el 23 de diciembre de 1943.

- Los hijos del rey:
  - Su alteza real la princesa heredera Victoria, duquesa de Västergötland, nacida el 14 de julio de 1977.
  - Su alteza real el príncipe Carlos Felipe, duque de Värmland, nacido el 13 de mayo de 1979.
  - Su alteza real la princesa Magdalena, duquesa de Hälsingland y Gästrikland, nacida el 10 de junio de 1982.
- Los yernos y nueras del rey:
  - Su alteza real el príncipe Daniel, duque de Västergötland, nacido el 15 de septiembre de 1973.
  - Sr. O'Neill, nacido el 27 de junio de 1974.
  - Su alteza real la princesa Sofía, duquesa de Värmland, nacida el 6 de diciembre de 1984.
- La hermana del rey:
  - Su alteza real la princesa Brígida, princesa viuda de Hohenzollern, nacida el 19 de enero de 1937.
- Los nietos del rey:
  - Su alteza real la princesa Estela, duquesa de Östergötland, nacida el 23 de febrero de 2012.
  - La princesa Leonor, duquesa de Gotland, nacida el 20 de febrero de 2014.
  - El príncipe Nicolás, duque de Ångermanland, nacido el 15 de junio de 2015.
  - Su alteza real el príncipe Óscar, duque de Skåne, nacido el 2 de marzo de 2016.
  - El príncipe Alejandro, duque de Södermanland, nacido el 19 de abril de 2016.
  - El príncipe Gabriel, duque de Dalarna, nacido el 31 de agosto de 2017.
  - La princesa Adriana, duquesa de Blekinge, nacida el 9 de marzo de 2018.
  - El príncipe Julián, duque de Halland, nacido el 26 de marzo de 2021.